# Atarba apoensis
Atarba apoensis är en tvåvingeart som beskrevs av Alexander 1932. Atarba apoensis ingår i släktet Atarba och familjen småharkrankar. Inga underarter finns listade i Catalogue of Life.